# Bertil Jonasson
John Erik Bertil Jonasson, född 12 januari 1918 i Ekshärads församling, Värmlands län, död där 15 juni 2011, var en svensk lantbrukare och centerpartistisk riksdagspolitiker. Jonasson var ledamot av riksdagens första kammare från 1958, invald i Värmlands läns valkrets. Han var även landstingsledamot från 1947.